# CUS Cagliari Pallacanestro 2010-2011
Questa voce raccoglie le informazioni riguardanti il CUS Cagliari Pallacanestro nelle competizioni ufficiali della stagione 2010-2011.

## Stagione
Nella stagione 2010-2011 il CUS Cagliari Pallacanestro, sponsorizzato Sandalia, partecipa alla Serie A2 femminile.

## Verdetti stagionali
Competizioni nazionali
- Serie A2:

stagione regolare: 4º posto su 14 squadre (18-8);
play-off: spareggio promozione perso contro Alcamo (101-107).

## Rosa
|    | Naz.                  | Ruolo | Sportivo                    | Anno | Alt. |  |  |
| -- | --------------------- | ----- | --------------------------- | ---- | ---- |  |  |
| 4  | Italia (bandiera)     | A     | Francesca Cottogno          | 1992 | 178  |  |  |
| 5  | Italia (bandiera)     | G     | Elisabetta Nicoletta Anelli | 1994 | 166  |  |  |
| 6  | Italia (bandiera)     | A     | Veronica Aberi              | 1993 | 178  |  |  |
| 7  | Italia (bandiera)     | G     | Letizia Asunis              | 1994 | 174  |  |  |
| 8  | Italia (bandiera)     | C     | Barbara Gibertini           | 1979 | 188  |  |  |
| 9  | Slovacchia (bandiera) | A     | Barbora Fabianová           | 1982 | 182  |  |  |
| 10 | Italia (bandiera)     | G     | Eleonora Piana              | 1984 | 170  |  |  |
| 11 | Italia (bandiera)     | AC    | Antonella Buscemi           | 1977 | 185  |  |  |
| 12 | Italia (bandiera)     | P     | Sara Azzellini              | 1986 | 170  |  |  |
| 13 | Italia (bandiera)     | G     | Lidia Oppo                  | 1988 | 175  |  |  |
| 14 | Italia (bandiera)     | PG    | Cinzia Arioli               | 1984 | 178  |  |  |
| 15 | Italia (bandiera)     | AC    | Federica Brunetti           | 1988 | 184  |  |  |
| 16 | Italia (bandiera)     | C     | Vanessa Pibiri              | 1993 | 184  |  |  |
| 18 | Italia (bandiera)     | P     | Marcella Sau                | 1991 | 170  |  |  |
| 19 | Italia (bandiera)     | A     | Emilia Mulas                | 1991 | 170  |  |  |
| 20 | Italia (bandiera)     | PG    | Giulia Boi                  | 1992 | 168  |  |  |